# Mistrzostwa Słowacji w Skokach Narciarskich 2002
Mistrzostwa Słowacji w Skokach Narciarskich 2002 – zawody w skokach narciarskich, przeprowadzone 16 lutego 2002 roku w Szczyrbskim Jeziorze w celu wyłonienia indywidualnego mistrza Słowacji.
W 2002 roku w ramach mistrzostw Słowacji w skokach narciarskich rozegrano jedynie konkurs indywidualny na skoczni normalnej. Miał on miejsce 16 lutego 2002 roku na obiekcie MS 1970 B w Szczyrbskim Jeziorze. Złoty medal zdobył Martin Mesík (218 pkt.). Pozostałe miejsca na podium mistrzostw Słowacji zajęli Dušan Oršula (srebrny medal; 208,5 pkt.) i Ján Zelenčík (brąz; 204 pkt.).
W ramach konkursu seniorów przyznano również medale mistrzostw Słowacji w kategorii juniorów – mistrzem kraju został Miroslav Formánek (202,5 pkt.).

## Medaliści
| Konkurs                        | Złoto        | Srebro       | Brąz         |
| ------------------------------ | ------------ | ------------ | ------------ |
| indywidualny skocznia normalna | Martin Mesík | Dušan Oršula | Ján Zelenčík |